# Шилинис, Римтаутас
Римта́утас Владисла́вас Ши́линис (лит. Rimtautas Vladislovas Šilinis; 6 октября 1937, Утена, Литва — 15 сентября 2017, Вильнюс, Литва) — литовский кинорежиссёр-документалист, сценарист и оператор. Заслуженный деятель искусств Литовской ССР (1980).

## Биография
Учился в Вильнюсской иезуитской гимназии. В 1959 году окончил Вильнюсский университет. С 1965 года — в штате Литовской киностудии.

## Фильмография

### Режиссёр
- 1968 — В поисках одного дня (д/ф)
- 1971 — Где золото королевы? (с Викторасом Старошасом, д/м)
- 1973 — Игра на время (с В. Старошасом, д/ф)
- 1975 — Полёт в ночь (с В. Старошасом, д/ф)
- 1977 — Кто я? (д/ф)
- 1980 — Послесловие к старому фильму (с В. Старошасом, д/ф)
- 1985 — Шрам (д/ф)

## Награды
- 1980 — Заслуженный деятель искусств Литовской ССР
- 1981 — премия Всесоюзного кинофестиваля («Послесловие к старому фильму»)
- 1986 — главный приз Всесоюзного кинофестиваля («Шрам»)
- 2004 — Премия Правительства Литвы в области культуры и искусства
- 2007 — Кавалер ордена «За заслуги перед Литвой»